# 荔城镇
荔城镇，是中华人民共和国广西壮族自治区桂林市荔浦市下辖的一个乡镇级行政单位。区域面积95平方千米。

## 行政区划
荔城镇下辖以下地区：
城北社区、城南社区、城东社区、城西社区、中山社区、沿江社区、建新社区、沙洞社区、篓园社区、沙街社区、五里村、金雷村、黄寨村、桥富村、安疆村、古城村、南雄村、田岭村、岭松村和寨脚村。